# 1565
| 1565               |
| ------------------ |
| Dødsfald - Fødsler |
| • Begivenheder     |

| Gregoriansk kalender | 1565 MDLXV              |
| Ab urbe condita      | 2318                    |
| Armensk kalender     | 1014 ԹՎ ՌԺԴ             |
| Kinesiske kalender   | 4261 – 4262 甲子 – 乙丑 |
| Etiopisk kalender    | 1557 – 1558             |
| Jødisk kalender      | 5325 – 5326             |
| Hindukalendere       |                         |
| - Vikram Samvat      | 1620 – 1621             |
| - Shaka Samvat       | 1487 – 1488             |
| - Kali Yuga          | 4666 – 4667             |
| Iransk kalender      | 943 – 944               |
| Islamisk kalender    | 972 – 974               |

Konge i Danmark: Frederik 2. 1559-1588; Danmark i krig: Den Nordiske Syvårskrig 1563-1570.
Se også 1565 (tal)

## Begivenheder
- Den Osmanniske (tyrkiske) belejring af Malta slås tilbage af Johanniterordenens malteserriddere

### Marts
- 1. marts – Rio de Janeiro, i det sydøstlige Brasilien grundlagdes af portugiseren Estácio de Sá

### April
- 27. april - spanierne laver sin første koloni på Filippinerne, tæt på Cebu

### Maj
- 23. maj - kostskolen Herlufsholm ved Næstved grundlægges i et tidligere benediktinerkloster.

### Juni
- 4. juni Den danske admiral Herluf Trolle såres dødeligt under et uafgjort søslag mellem Danmark og Sverige i Den Nordiske Syvårskrig

### Juli
- 7. juli Søslaget mellem Rygen og Bornholm ender med svensk sejr. Den danske admiral Otte Rud tages til fange

### September
- 8. september – Den spanske søofficer Pedro Menendez de Aviles etablerer den første permanente europæiske bebyggelse i Nordamerika i St. Augustine i Florida.

### Oktober
- 20. oktober Slaget ved Axtorna.

### endnu udateret
- Herlufsholm kostskole grundlægges af Birgitte Gøye, enke efter Herluf Trolle.
- De sidste munke forlader Herrevad kloster, et kloster i Skåne, som senere omdannes til slot.
- Saint Augustine, Florida, USA's ældste by, grundlagdes af spanierne.
- Vidålusens port ved Gudskog bygges.

## Født
- Herluf Trolle Daa, dansk adelsmand og admiral, (død 1630).
- Henry Hudson, engelsk opdagelsesrejsende (død 1611).

## Dødsfald
- 25. juni – Herluf Trolle, danske søhelt, (født omkring 1516).
- 21. juni – Jørgen Thygesen Brahe til Tostrup, dansk søkriger, farbror til Tycho Brahe, (født 1515).
- 11. oktober – Otte Rud, dansk admiral, flådechef efter Herluf Trolle, (født 1520).
- 12. november - Johan Rantzau, dansk feltherre for Frederik I og Christian III (født 1492.)
- 9. december – Pave Pius 4. (født 1499), pave fra 1559.